# Пчелаков, Виктор Арсентьевич
Виктор Арсентьевич Пчелаков (26 января 1926 — 5 марта 2009) — передовик советского сельского хозяйства, комбайнёр Павловского совхоза Назаровского района Красноярского края, Герой Социалистического Труда (1966).

## Биография
Родился в 1926 году в деревне Сютик, ныне Назаровского района, Красноярского края.
В 1938 году трудоустроился в колхоз «Памяти Кирова». С 1957 года работал на комбайне в совхозе «Павловский». Член КПСС.
21 января 1966 года представлен на соискание звания Героя Социалистического Труда решением № 27 заседания бюро Красноярского крайкома КПСС. Указом Президиума Верховного Совета СССР от 23 июня 1966 года за достижение высоких показателей в производстве продукции сельского хозяйства и высокие урожаи зерновых Виктору Арсентьевичу Пчелакову было присвоено звание Героя Социалистического Труда с вручением ордена Ленина и медали «Серп и Молот».
Участник освоения целинных земель. Участник Выставки достижений народного хозяйства. В 1974 году как лучшему комбайнёру ему было доверено право работать на современном комбайне «СКД-5» Красноярского комбайнового завода.
Являлся депутатом районного Совета депутатов, членом Красноярского крайкома КПСС. Делегат XIV съезда профсоюзов СССР.
Работал в совхозе даже находясь на пенсии.
Проживал в Назаровском районе. Умер 5 марта 2009 года.

## Награды
За трудовые успехи был удостоен:
- золотая звезда «Серп и Молот» (23.06.1966)
- орден Ленина (23.06.1966)
- Медаль «В ознаменование 100-летия со дня рождения Владимира Ильича Ленина»
- другие медали.

## Память
- В декабре 2014 года в память о Герое в селе Сютик был открыт мемориальный знак.